# SN 2006sr
SN 2006sr – supernowa typu Ia odkryta 12 grudnia 2006 roku w galaktyce UGC 14. W momencie odkrycia miała maksymalną jasność 17,40m.